# Sukur jezik
Sukur jezik (adikimmu sukur, gemasakun, sakul, sugur; ISO 639-3: syk), čadski jezik skupine Biu-Mandara kojim govori 14 800 ljudi (1992) u planinskom području Mandara na sjeveru nigerijske države Adamawa.
Etnička grupa zove se Sukur, ratari (terasasta polja). U upotrebi su i neki susjedni jezici i engleski [eng].

## Vanjske poveznice
- Ethnologue (14th)
- Ethnologue (15th)